# U.N.エージェント
『U.N.エージェント』（ユーエヌエージェント、Résolution 819）は、2008年のフランス・ポーランド・イタリアのテレビ映画。監督はジャコモ・バティアート、出演はブノワ・マジメルとイポリット・ジラルドなど。ボスニア・ヘルツェゴビナ紛争において1995年7月に起きたスレブレニツァの虐殺を題材としている。
日本では2010年2月3日からDVDレンタルが開始され、2011年8月22日にDVDが発売されている。これとは別にWOWOWでも2010年5月10日に放送された。

## ストーリー
1995年7月、国連が保護する「安全地帯」に指定されていたスレブレニツァから、8,000人を超えるムスリム人（ボシュニャク人）が消息を絶った。事態を重く見た旧ユーゴスラビア国際戦犯法廷（ICTY）はフランス人捜査官ジャックを派遣する。捜査を開始したジャックは、ラトコ・ムラディッチ率いるスルプスカ共和国軍による恐るべき戦争犯罪を知る。ジャックはフランス対外治安総局（DGSE）のレルビエと若き法医人類学者クララと共に真相究明に乗り出す。

## キャスト
- ジャック・カルヴェ: ブノワ・マジメル - 旧ユーゴスラビア国際戦犯法廷（ICTY）から派遣されたフランス人捜査官。
- アルノー・レルビエ: イポリット・ジラルド - フランス対外治安総局（DGSE）捜査官。
- クララ・ゴルスカ: カロリナ・グルツカ（ポーランド語版） - 若き法医人類学者。
- トマス・カレマンス（英語版）: ケン・デュケン（ドイツ語版） - 国際連合保護軍オランダ軍部隊指揮官。

## 備考
実話をもとにしているが、主人公であるフランス人捜査官ジャックは複数の人物をモデルにしている。
仏語原題の「Résolution 819」は、作中において描かれた虐殺の舞台であるスレブレニツァを安全地帯として指定した国際連合安全保障理事会決議819を意味する。